# Little Girl Lost
"Little Girl Lost" is een aflevering van de Amerikaanse televisieserie The Twilight Zone. Het scenario werd geschreven door Richard Matheson gebaseerd op een van zijn eigen verhalen gepubliceerd in The Shores of Space.

## Plot

### Opening
Missing: one frightened little girl. Name: Bettina Miller. Description: six years of age, average height and build, light brown hair, quite pretty. Last seen being tucked into bed by her mother a few hours ago. Last heard--aye, there's the rub, as Hamlet put it. For Bettina Miller can be heard quite clearly, despite the rather curious fact that she can't be seen at all. Present location? Let's say for the moment--in the Twilight Zone.
— Rod Serling

### Verhaal
De openingsscène toont een koppel, Chris en Ruth, slapend in hun bed. Ze horen vreemde geluiden uit de kamer van hun dochtertje Tina. Wanneer ook de hond in hun achtertuin begint te blaffen, besluit Chris een kijkje te gaan nemen. Hij ontdekt dat Tina’s bed leeg is. Ondanks dat hij Tina niet meer in de kamer ziet, hoort hij haar wel om hulp roepen.
Chris doorzoekt te hele kamer, maar nergens is een spoor van Tina. Desondanks kan hij haar wel horen en zij hem ook. Uiteindelijk belt Chris zijn vriend Bill, die natuurkundige is, op voor hulp. Ook laat hij de hond binnen, die meteen naar Tina’s kamer rent. Niet veel later is ook de hond verdwenen, maar net als bij Tina horen ze hem nog wel.
Bill arriveert en onderzoekt de muur achter het bed. Hij tast de muur af en vindt een poort naar een andere dimensie. Hij vertelt Chris en Ruth dat ze waarschijnlijk een weg hebben ontdekt naar een vierde dimensie, een die los staat van de drie dimensie van de normale wereld. Tina en de hond zijn waarschijnlijk door de poort gekropen.
Ondanks Bills waarschuwingen betreedt ook Chris de poort. Achter de poort belandt hij in een wereld waar zich de vreemdste vormen bevinden. Hij ziet Tina en de hond. Bill schreeuwt hem toe dat hij op moet schieten, omdat de poort zich aan het sluiten is. Bill pakt Tina en de hond vast en trekt ze mee terug de slaapkamer in. Kort hierop sluit de poort zich.

### Slot
The other half where? The fourth dimension? The fifth? Perhaps. They never found the answer. Despite a battery of research physicists equipped with every device known to man, electronic and otherwise, no result was ever achieved, except perhaps a little more respect for and uncertainty about the mechanisms of the Twilight Zone.
— Rod Serling

## Rolverdeling
- Chris Miller: Robert Sampson
- Ruth Miller: Sarah Marshall
- Tina: Tracy Stratford, Rhoda Williams (Tina's stem)
- Bill: Charles Aidman

## Trivia
- Deze aflevering werd geparodieerd in The Simpsons, in het filmpje Homer3 uit "Treehouse Of Horror VI". Hierin belandt Homer door een poort in de muur in een vreemde driedimensionale wereld. Homer maakt ook een verwijzing naar deze aflevering door de poort te beschrijven als "something outta that twilight-y show about that zone."
- Een soortgelijke plot werd gebruikt in de aflevering "Remember Me" van Star Trek: The Next Generation.
- De natuurkundige Lawrence Krauss opent zijn boek Hiding in the Mirror, een boek over extra dimensies met een voorwoord waarin hij o.a. beschrijft wat voor invloed deze aflevering op hem had toen hij hem als kind zag.
- In de attractie The Twilight Zone Tower of Terror bevindt zich een muur waar men een meisje om hulp kan horen roepen, tezamen met een luchtstroom die van de muur af lijkt te komen.